# Canda
Canda (Canda in veneto) è un comune italiano di 823 abitanti della provincia di Rovigo in Veneto, situato sulle sponde del fiume Tartaro (che da Canda assume il nome di Canalbianco) e che fa parte dell'idrovia fluviale Fissero - Tartaro - Canalbianco, che la collega al mare Adriatico.

## Origini del nome
Sembra che il nome derivi da un'antica espressione pre-romana (probabilmente etrusca) can-da con il significato di "luogo di sosta", probabilmente perché era il punto sino al quale si poteva navigare sul fiume Tartaro, prima dell'escavo di trent'anni fa che ha portato a formare la "Conca di Canda" (nel punto in cui confluisce nel Tartaro la "Fossa Maestra") per consentire la prosecuzione della navigazione sino a Torretta di Legnago (VR); quindi una radice linguistica simile a quella di Samarcanda e Kandahar.
Secondo un'altra ipotesi (meno probabile), il nome potrebbe derivare da caupona, termine latino per indicare un'osteria o una piccola stazione di sosta, sia con possibile riferimento al limite di navigabilità del fiume Tartaro, sia con possibile riferimento all'ipotesi che qui varcasse il fiume Tartaro il ramo padano della romana Via Claudia Augusta, che congiungeva Ostiglia con Verona, per poi proseguire sino a Trento, importante strada di cui si sono perse le tracce, ma di cui è stato ritrovato un breve tratto sotto il letto del corso attuale (dal VI secolo) del fiume Adige presso la frazione di Begosso del comune di Terrazzo (VR), che si troverebbe con un allineamento compatibile secondo il rilievo aerofotogrammetrico della zona del basso veronese (comuni di Terrazzo, Castagnaro e Villabartolomea) che conferma l'orientamento dell'antica strada romana.

## Storia
L'esistenza del piccolo borgo è documentata sin dall'alto Medioevo e vi si fa riferimento in più cronache di movimento di eserciti, nonché come terre di bonifica (dopo l'alluvione indotta dai ferraresi) particolarmente fertili nel lungo periodo di dominazione veneziana, quando diverse nobili famiglie veneziane vi eressero ville all'interno di vaste proprietà agricole. All'inizio del XVI secolo, vi si formò una piccola comunità di fede calvinista, derivata da analoga comunità formatasi a Rovigo (su iniziativa di due illustri torinesi), della quale erano elementi di spicco Domenico Mozzarelli (notaio in Rovigo, che aveva abbracciato le idee calviniste quando era studente a Padova) e Cesare Aldiverti, proprietario di terre a Canda; della piccola comunità di Canda erano elementi di spicco Marco Fichente e Giovanni Panciera, suonatore di lira e cieco. Entrambe le comunità calviniste furono senz'altro stroncate dall'Inquisizione subito dopo il Concilio di Trento.
Storicamente, Canda ha sempre avuto come centro urbano di riferimento la vicina (11 km) Lendinara (da sempre suo centro di riferimento)e non le più vicine (9 km) Badia Polesine (peraltro collegata a Canda da strada carrozzabile solo nel secondo dopoguerra e (4 km) Trecenta che si è sviluppata come centro solo negli anni ottanta del novecento dopo la realizzazione di un rilevante ospedale che ha riunito diversi piccoli ospedali di zona, tra cui quelli di Badia polesine e di Lendinara.

### Simboli
Lo stemma e il gonfalone del comune di Canda sono stati concessi con decreto del presidente della Repubblica dell'8 luglio 1971.
Il gonfalone è un drappo di verde.

## Monumenti e luoghi d'interesse

### Villa Nani Mocenigo

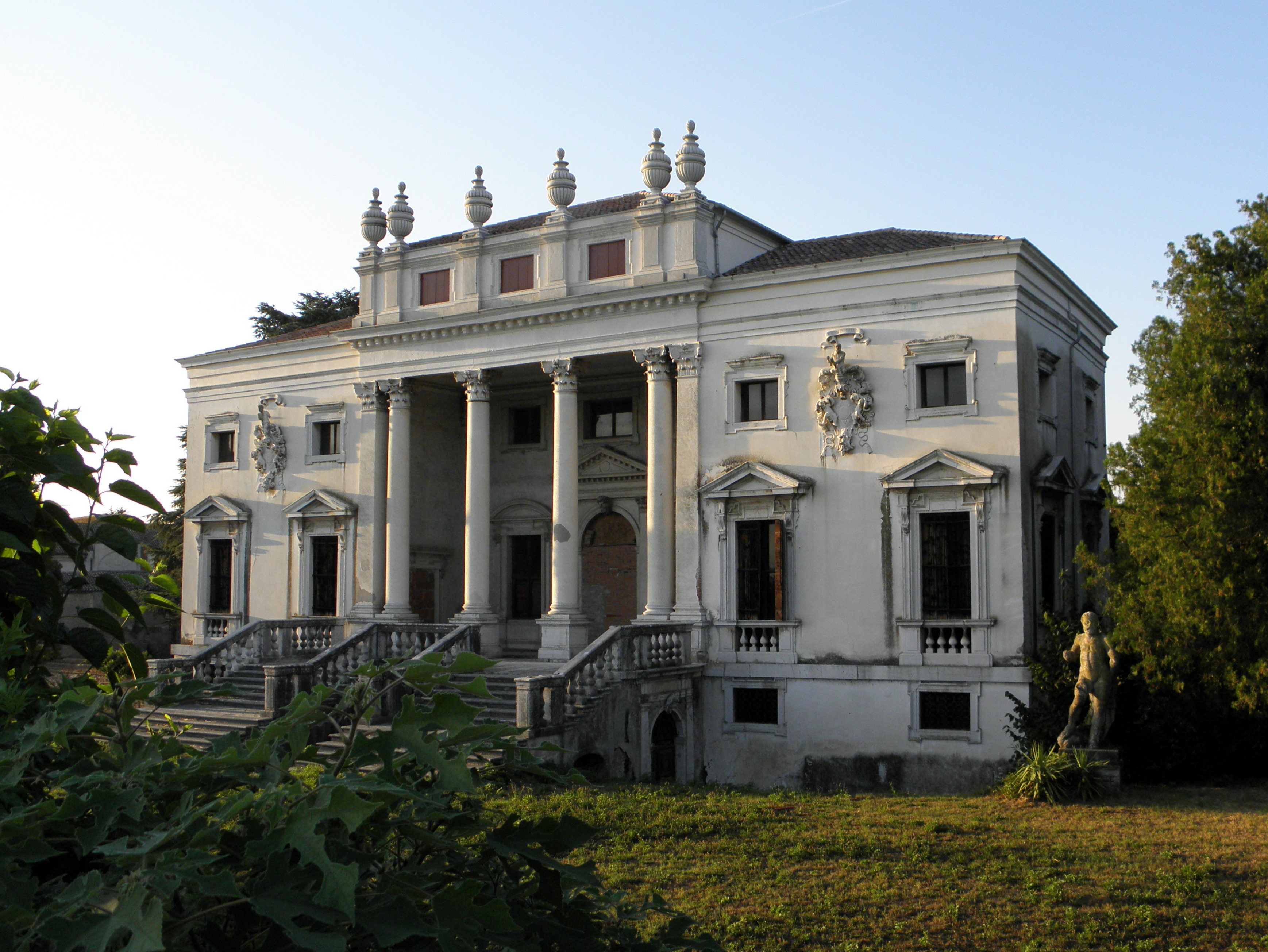
Villa Nani Mocenigo

Nel 1580 l'architetto Vincenzo Scamozzi (Vicenza 1552 - Venezia 1616) venne incaricato dal nobile Agostino Nani di realizzare la villa, che sorge vicino al corso del fiume Tartaro. La costruzione fu terminata nel 1584. Nel XIX secolo assunse la denominazione di Villa Nani Mocenigo, dal nuovo cognome aggiunto alla casata dei proprietari.
La villa risulta ancora circondata dall'originario muro di cinta ed è dotata di ampio giardino antistante con cappella gentilizia, rustici, scuderie e serre (tutti fatiscenti in stato di abbandono); oltre l'edificio si estende un notevole parco che custodisce numerose statue in pietra dei Colli Berici, attribuite comunemente al veneziano Alvise Tagliapietra. Dopo decenni di abbandono, conseguenti anche ad un incendio che la devastò nel gennaio 1945 quando era adibita ad edificio scolastico in sostituzione di scuole secondarie superiori di Rovigo sfollate per la guerra, la proprietà (Banca di San Marino) ha accettato di affidare la manutenzione del parco al Comune di Canda, che in cambio lo utilizza per varie manifestazioni locali, nel mentre la villa, riparata dopo l'incendio del 1945, resta in custodia di una società privata che fa capo alla famiglia dell'attuale sindaco .

### Architetture religiose
Per la Chiesa cattolica il territorio è amministrativamente parte del Vicariato di Lendinara - San Bellino, a sua volta divisione amministrativa della Diocesi di Adria-Rovigo.
- Chiesa di San Michele Arcangelo, danneggiata dal sisma del maggio 2012, e dal 1837 con un campanile pendente.
- Chiesa "Madonna dei Cuori": costruita come ex voto nel 1946 (a ringraziamento della salvezza nell'aprile 1945 di un gruppo di ostaggi), oggi si trova proprio a ridosso della superstrada Verona - Rovigo, in quel punto sopraelevata a livello del tetto della chiesetta. Prima della costruzione della superstrada, la strada proseguiva dritta passando a destra della chiesetta.

### Architetture civili
- Villa Nani Mocenigo, nel centro paese, affacciata verso il fiume Tartaro;
- Villa Trombini, nel centro paese, attuale Scuola dell'Infanzia;
- Villa Bettini, nel centro paese;
- Villa Adami, nel centro paese;
- Palazzo Loredan (attuale sede municipale);
- Villa Gritti, sulla antica via per Lendinara, al centro della un tempo vasta tenuta agricola, vicina alla frazione Presciane, frazione attualmente in territorio del comune di San Bellino.

## Società

### Evoluzione demografica
Abitanti censiti

## Amministrazione
| Periodo | Periodo   | Primo cittadino        | Partito                                  | Carica  | Note |
| ------- | --------- | ---------------------- | ---------------------------------------- | ------- | ---- |
| 1995    | 1999      | Maurizio Mosè Carretta | Lista civica (Partito Popolare Italiano) | Sindaco |      |
| 1999    | 2004      | Maurizio Mosè Carretta | Lista civica (Partito Popolare Italiano) | Sindaco |      |
| 2004    | 2009      | Stefano Pelà           | Lista civica (centro-destra)             | Sindaco |      |
| 2009    | 2014      | Alessandro Berta       | Lista civica                             | Sindaco |      |
| 2014    | 2019      | Alessandro Berta       | Lista civica                             | Sindaco |      |
| 2019    | 2024      | Alessandro Berta       | lista civica                             | Sindaco |      |
| 2024    | in carica | Simone Ghirelli        | Lista civica                             | Sindaco |      |

## Cultura

### Eventi
Grazie alle varie associazioni di Canda sono diverse le manifestazioni presenti:
- Brusavecia

È la classica festa tenuta ogni anno il 6 gennaio in occasione dell'Epifania.
- Sagra di Sant'Antonio

Ha durata di 6 giorni attorno alla data del 13 giugno.
- Festa del Gnocco di patate

Ha durata di 6 giorni attorno alla data del 29 settembre (patrono San Michele Arcangelo).

## Economia
L'economia del paese è rimasta per secoli essenzialmente agricola ma negli anni novanta del secolo scorso è stata realizzata, a fianco della superstrada Verona - Rovigo, in prossimità dello svincolo di uscita, una zona industriale.
È prevista l'apertura dell'autostrada Valdastico Sud che termina proprio a Canda, ivi sfociando sulla superstrada Verona - Rovigo collegando il paese a Vicenza e Padova e in futuro con Trento.